# Air Saga
Air Saga is een bestuurslaag in het regentschap Belitung van de provincie Bangka-Belitung, Indonesië. Air Saga telt 8248 inwoners (volkstelling 2010).